# Klinge

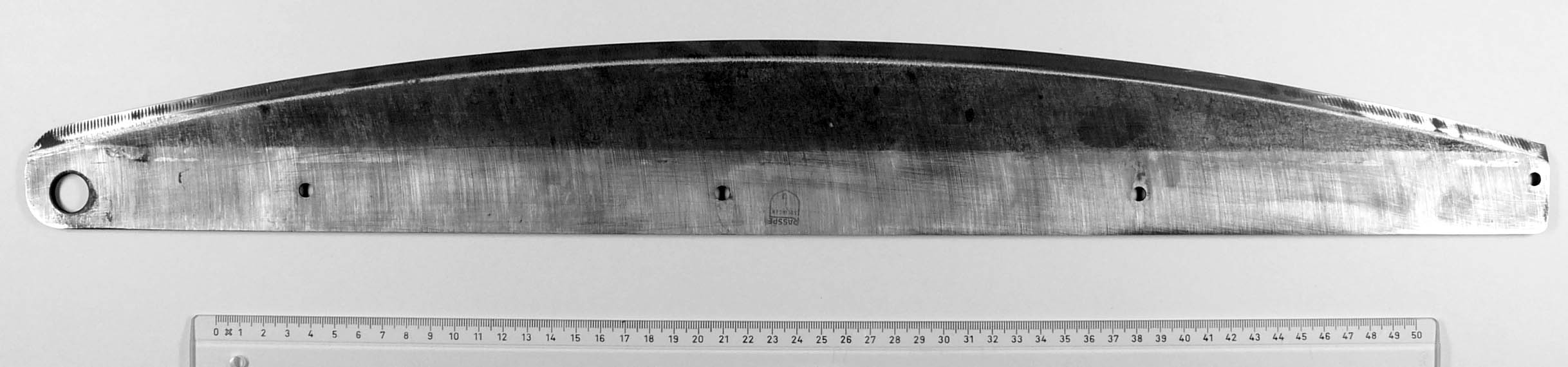
Klinge eines Papierschneiders

Die Klinge ist der Hauptbestandteil diverser Werkzeuge und Waffen. Im eigentlichen Sinn ist sie das ganze Gerät, ausgenommen der Teile, die zum Halten (Heft) oder dem Schutz (Scheide) dienen. Klinge bezeichnet umgangssprachlich auch die Schneide, den geschärften Teil der Klinge.

## Teile und Funktion

### Profil
Abgesehen von außergewöhnlichen, material- oder zufallsbedingt freien und Sonderformen wird hauptsächlich zwischen drei- und vierkantigen, elliptischen, voll- und dreiviertelrunden Klingenquerschnitten unterschieden. Drei- und vierkantige Stichklingen wie bei Degen oder Stilett können über teil- oder allseitig geschärfte oder ungeschärfte Kanten verfügen. Ob und wie eine geschärfte Kante als funktionale Schneide ausgeführt werden kann, wird in erster Linie vom Klingenprofil bestimmt. Elliptische und diamantförmige Klingen wie bei Schwert oder Dolch können ein- oder zweischneidig ausgeführt sein. Vollrunde Stichklingen verfügen formbedingt über keine Schneide.

### Blatt, Rücken, Hals
Bei breiten Klingen bezeichnet Blatt den Teil, der die Schneide trägt. Die der Schneide gegenüberliegende Kante nennt man Klingenrücken.  Die gegen die Spitze zu liegende schwächere Hälfte wird Klingenschwäche, die andere Klingenstärke genannt.
Das Stück zwischen Blatt und Heft (Griffstück) bezeichnet man allgemein als Hals. Die durch das Heft gehende Verlängerung heißt Erl oder Angel. Bei speziellen Fachrichtungen der Klingenherstellung finden sich aber auch durchaus andere Begriffe.

### Schneide

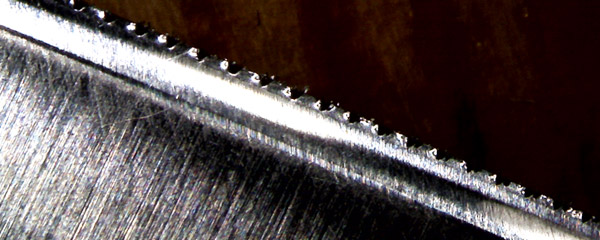
Schneide eines Küchenmessers nach dem Schärfen mit einem Schnellschärfer (50*zoom)

Entscheidend für die Funktion der Schneide ist die Schneidengeometrie (der Begriff ist in der Fertigungstechnik verbreitet, betrifft aber auch Waffen analog.)
Ihre Schärfe erhält die Klinge durch Schleifen (Schärfen). Schneide oder Klingenschärfe bezeichnet den geschliffenen Teil der Klinge und auch ihre Schnitteigenschaften. Die Schneide ist spitz-auslaufend und wird mit besonderen Schleifsteinen gefertigt, bei besonders guten Schneiden noch mit Leder poliert (Streichriemen).
Werkzeuge zur spanenden Holzbearbeitung erhalten auch einen Hohlschliff. Ausschließliche Stichwaffen und -werkzeuge (wie die Ahle) werden nur angespitzt. Profilbedingte Anschärfungen gelten hierbei nicht als Schneiden im technischen Sinn.

## Materialien
Die Klinge besteht meist aus Metall, heutzutage fast immer aus Messerstahl mit einigen Ausnahmen aus Keramik, Titan-Legierungen oder anderen nicht-eisenhaltigen Legierungen (z. B. Stellite). Noch seltener werden auch Kunststoffe verwendet, die zwar vergleichsweise wenig schnitthaltig sind, dafür aber von Metalldetektoren nicht aufgespürt werden.
Bei besonders edlen oder beanspruchten Klingen verwendet man auch zwei- oder mehrlagigen Stahl, der aus Schichten von zähem Eisen, Federstahl oder Werkzeugstahl besteht. Bei berühmten Klingen können die Muster, die bei der Fertigung auf der Schneide entstehen, ein unverwechselbares Erkennungsmerkmal sein (Damaszenerstahl oder Härtungsmuster).
Klingen für den medizinischen Einsatz werden meist aus härtbaren korrosionsbeständigen Edelstählen hergestellt. Besonders hochwertige Skalpelle für die Mikrochirurgie werden auch aus natürlichem oder künstlichem Diamant hergestellt. Diese Diamantklingen gelten als die schärfsten Klingen der Welt.

## Einsatzgebiete

### Werkzeugklingen
Klingen sind bei zahlreichen trennenden Verfahren notwendig. Es gibt  Messer, Scheren, Äxte, Beitel usw.
Man unterscheidet nach Bauform zum Beispiel:
- Abbrechklinge
- Hohlklinge
- Rundklinge

Oder nach Verwendung:
- Rasierklinge
- Chirurgische Klinge (Skalpell), chirurgisches Messer
- Mikrotom Klinge: Ultradünne biologische Schnitte für die klinische Diagnostik.
- Industrieklinge – Industriemesser: Einsatz von Klingen/Messer in industriellen Produktionsprozessen zum Trennen/Schneiden von Geweben/Materialien (Folien, Papier usw.)
- Hobelmesser
- Messerklingen (Jagd-, Küchen- und sonstige Messer), siehe Hauptartikel Messer

### Klingen an Hieb-, Stich und Wurfwaffen

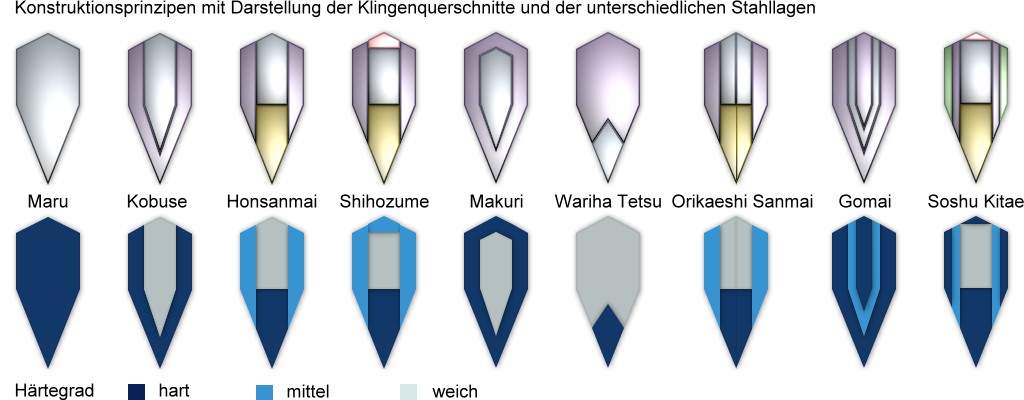
Japanische Klingenstrukturen

Klingen von Hiebwaffen müssen eine Keilform aufweisen. Je dünner der Rücken und je schärfer die Schneide, desto leichter wird das Eindringen und desto geringer ist die aufzuwendende Kraft. Das Eindringen wird ferner dadurch erleichtert, dass die Klinge gekrümmt gefertigt wird, weil dann der eindringende Teil kleiner ist.
Klingen von Stichwaffen müssen vollständig gerade sein und ihre Mittellinie in der Stoßrichtung haben. Jede Krümmung würde die Stoßkraft brechen und Fehlstöße veranlassen. Zum leichten und sicheren Eindringen verwendet man eine kegel- oder pyramidenförmige Spitze. Der Querschnitt der Stichklinge kann kreisrund, eckig oder oval sein.
Berühmte Klingen kamen aus Solingen (Solinger Klinge), Toledo (Toledoklinge) und Damaskus (Damaszener Klinge).
Besondere Aufmerksamkeit bezüglich der Klingenformen und des schichtweisen Aufbaus sind von japanischen Klingen, insbesondere von Katanas, bekannt. Beispiele verschiedener Klingenstrukturen sind in der nebenstehenden Abbildung ersichtlich.

## Silexklingen

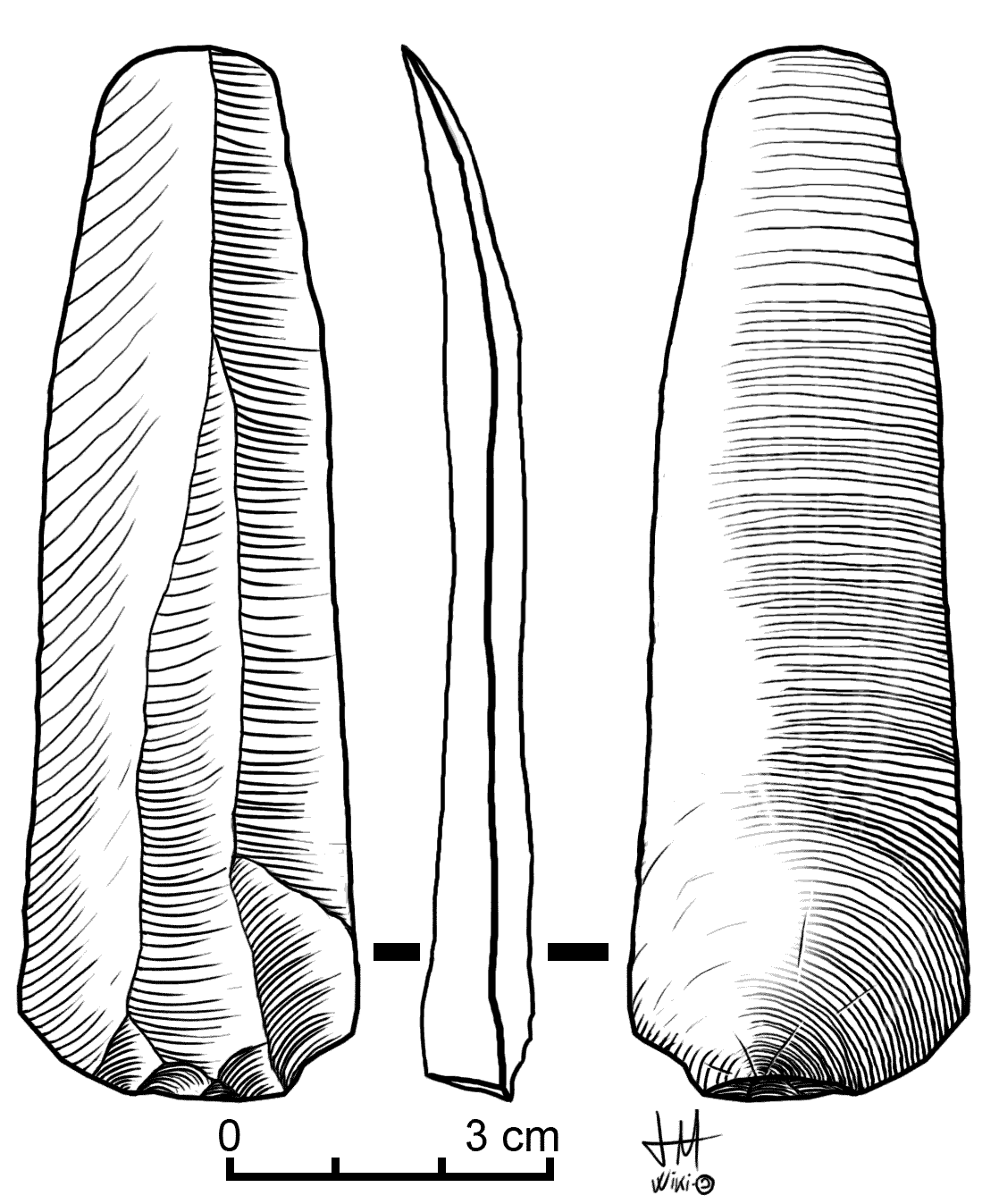
Klinge aus Feuerstein

In der Archäologie bezeichnet Klinge einen Abschlag, meist aus Silikatgestein, der mindestens doppelt so lang wie breit ist, einen dreieckigen oder trapeziodalen Querschnitt und einen regelmäßigen Kantenverlauf aufweist. Klingen kommen am Ende des Mittelpaläolithikums auf, vermutlich zuerst im Vorderen Orient.
Beilklingen können auch aus Felsgestein bestehen. Zur Schäftung siehe Schäftung (Vor- und Frühgeschichte).